# Вільшанська селищна рада (Городищенський район)
Вільша́нська се́лищна ра́да — історична адміністративно-територіальна одиниця та орган місцевого самоврядування в Городищенському районі Черкаської області. Адміністративний центр — селище міського типу Вільшана.

## Загальні відомості
- Населення ради: 3 741 особа (станом на 2001 рік)

## Населені пункти
Селищній раді підпорядковані населені пункти:
- смт Вільшана
- селище В'язівок
- селище Дирдин
- селище Хрестівка
- селище Сагайдачне

## Склад ради
Рада складається з 22 депутатів та голови.
- Голова ради: Яровий Володимир Михайлович
- Секретар ради: Лисогор Віра Петрівна

### Керівний склад попередніх скликань
| Прізвище, ім'я, по батькові | Основні відомості                                                | Дата обрання | Дата звільнення |
| --------------------------- | ---------------------------------------------------------------- | ------------ | --------------- |
| Яровий Володимир Михайлович | Селищний голова, 1968 року народження, освіта вища, безпартійний | 26.03.2006   | 31.10.2010      |
| Яровий Володимир Михайлович | Селищний голова, 1968 року народження, освіта вища, безпартійний | 31.10.2010   |                 |

Примітка: таблиця складена за даними сайту Верховної Ради України

### Депутати
За результатами місцевих виборів 2010 року депутатами ради стали:

#### За суб'єктами висування
| Суб'єкт висування                                                                    | Кількість обраних депутатів | %    |
| ------------------------------------------------------------------------------------ | --------------------------- | ---- |
| Партія регіонів                                                                      | 10                          | 45,5 |
| Комуністична партія України                                                          | 6                           | 27,3 |
| Самовисування                                                                        | 5                           | 22,7 |
| Політична партія «УДАР (Український Демократичний Альянс за Реформи) Віталія Кличка» | 1                           | 4,5  |

#### За округами
| № округу                                                                             | Прізвище, ім'я, по батькові     | Дата визнання обраним | Освіта  | Партійна приналежність                                                                     | Відомості про обраного депутата                                      |
| ------------------------------------------------------------------------------------ | ------------------------------- | --------------------- | ------- | ------------------------------------------------------------------------------------------ | -------------------------------------------------------------------- |
| Комуністична партія України                                                          |                                 |                       |         |                                                                                            |                                                                      |
| 2                                                                                    | Римський Андрій Володимировмч   | 05.11.2010            | середня | позапартійний                                                                              | підприємець                                                          |
| 8                                                                                    | Кожушко Зоя Володимирівна       | 05.11.2010            | середня | позапартійна                                                                               | фізична особа-підприємець                                            |
| 9                                                                                    | Романенко Руслана Іванівна      | 05.11.2010            | вища    | позапартійна                                                                               | Вільшанська загальноосвітня школа I-III ст., вчитель                 |
| 15                                                                                   | Голуб Тетяна Григорівна         | 05.11.2010            | середня | позапартійна                                                                               | Вільшанська селищна рада, бухгалтер                                  |
| 16                                                                                   | Матвієнко Любов Григорівна      | 05.11.2010            | середня | позапартійна                                                                               | Вільшанська дільнична лікарня, медична сестра                        |
| 22                                                                                   | Сизоненко Олена Леонідівна      | 05.11.2010            | вища    | позапартійна                                                                               | Вільшанська школа-інтернат, вчитель                                  |
| Партія регіонів                                                                      |                                 |                       |         |                                                                                            |                                                                      |
| 3                                                                                    | Щекочихіна Ольга Василівна      | 08.11.2010            | вища    | позапартійна                                                                               | пенсіонер                                                            |
| 4                                                                                    | Матвієнко Анатолій Григорович   | 05.11.2010            | середня | позапартійний                                                                              | тимчасово не працює                                                  |
| 5                                                                                    | Ільченко Галина Володимирівна   | 05.11.2010            | середня | позапартійна                                                                               | СТОВ «Вільшанка», зав. фермою                                        |
| 6                                                                                    | Мошенська Ольга Яківна          | 05.11.2010            | вища    | позапартійна                                                                               | Вільшанська загальноосвітня школа I-III ст., зав навчальною частиною |
| 10                                                                                   | Максименко Валентина Григорівна | 05.11.2010            | вища    | позапартійна                                                                               | Вільшанська загальноосвітня школа I-III ст., вчитель                 |
| 12                                                                                   | Пучковська Тетяна Петрівна      | 05.11.2010            | вища    | позапартійна                                                                               | Вільшанська школа-інтнрнат, вчитель                                  |
| 14                                                                                   | Мекеда Анатолій Петрович        | 05.11.2010            | середня | позапартійний                                                                              | ВАТ «Укртелеком», майстер                                            |
| 17                                                                                   | Бондаренко Іван Севастьянович   | 05.11.2010            | середня | позапартійний                                                                              | тимчасово не працює                                                  |
| 18                                                                                   | Похитун Ірина Василівна         | 05.11.2010            | вища    | позапартійна                                                                               | ТОВ «Імперія продуктів», лаборант                                    |
| 21                                                                                   | Головко Любов Миколаївна        | 05.11.2010            | середня | позапартійна                                                                               | приватний підприємець                                                |
| Політична партія «УДАР (Український Демократичний Альянс за Реформи) Віталія Кличка» |                                 |                       |         |                                                                                            |                                                                      |
| 20                                                                                   | Кравець Сергій Володимирович    | 05.11.2010            | середня | член Політичної партії «УДАР (Український Демократичний Альянс за Реформи) Віталія Кличка» | тимчасово не працює                                                  |
| Самовисування                                                                        |                                 |                       |         |                                                                                            |                                                                      |
| 1                                                                                    | Горопека Валерій Леонідович     | 05.11.2010            | вища    | позапартійний                                                                              | Вільшанська дільнична лікарня, лікар                                 |
| 7                                                                                    | Линник Володимир Кузьмович      | 05.11.2010            | середня | позапартійний                                                                              | тимчасово не працює                                                  |
| 11                                                                                   | Підгрушній Анатолій Степанович  | 05.11.2010            | середня | позапартійний                                                                              | Городищенський райкомунліс, майстер лісу                             |
| 13                                                                                   | Гріненко Любов Володимирівна    | 05.11.2010            | середня | позапартійна                                                                               | Вільшанська музична школа, викладач                                  |
| 19                                                                                   | Лисогор Віра Петрівна           | 05.11.2010            | вища    | позапартійна                                                                               | Вільшанська селищна рада, бухгалтер                                  |